# Karl Christian Ludwig von Waldeck
Graf Carl Christian Ludwig von Waldeck und Pyrmont (* 25. Dezember 1687; † 15. September 1734 gefallen bei Quistello) war kaiserlicher Oberst der Kavallerie und Generalfeldwachtmeister.
Seine Eltern waren der Graf Christian Ludwig von Waldeck und Pyrmont (* 29. Juli 1635; † 12. Dezember 1706) und dessen zweiter Ehefrau Johannette von Nassau-Idstein (1657–1733), Tochter des Grafen Johann von Nassau-Idstein.
Er hatte zahlreiche Brüder und Schwestern und daher nicht viel Aussicht auf ein Erbe. Wie viele seiner Verwandten entschloss er sich für eine militärische Karriere und ging in kaiserlicher Dienste. Er stand im Dragoner-Regiment Nr. 3 (Württemberg) und stieg dort 1723 zum kaiserlichen Oberst und Kämmerer auf. Nachdem 1733 der polnische Erbfolgekrieg ausbrach, wurde er am 29. Dezember 1733 Generalfeldwachtmeister ernannt. Er kämpfte mit der Armee in Italien. Am 15. September 1734 sollte die Armee in aller Stille die Secchia überqueren. Waldeck führte eine Kolonne beim Überfall bei Quistello und wurde beim Sturm erschossen.
Der Generalfeldwachtmeister von Waldeck starb unverheiratet.